# Angels Don't Kill
'Angels Don´t Kill' es una canción de la banda finlandesa de death metal melódico Children of Bodom . Es la quinta pista del álbum Hate Crew Deathroll, siendo el centro del mismo. Es una canción de tempo relativamente lento, además de ser la más extensa, con riffs propios de baladas, pero que no puede llegar a considerarse como tal. Es favorita de la banda para conciertos. Empieza con una frase de la película American Psycho: "I want no one to escape." (No quiero que nadie escape).

## Créditos
- Alexi Laiho - Voces/Guitarra líder
- Alexander Kuoppala - Guitarra rítmica
- Janne Wirman - Teclados
- Henkka Seppälä - Bajo
- Jaska Raatikainen - Batería

- Datos: Q5676701